# Coupe de la CAF 1998
Navigation
Édition précédente Édition suivante
La Coupe de la CAF 1998 est la septième édition de la Coupe de la CAF. 
Elle voit le sacre du club du CS sfaxien de Tunisie qui bat les Sénégalais de l'ASC Jeanne d'Arc en finale, lors de cette septième édition de la Coupe de la CAF, qui est disputée par les vice-champions des nations membres de la CAF. Toutes les rencontres sont disputées en matchs aller et retour.

## Tour préliminaire
| Équipe 1        | Résultat | Équipe 2                | Aller | Retour |
| --------------- | -------- | ----------------------- | ----- | ------ |
| APR FC          | 3 - 0    | Asmara Beer FC          | 3 - 0 | 0 - 0  |
| Atlético Malabo | -        | ASDR Fatima disqualifié | -     | -      |

## Premier tour
| Équipe 1                           | Résultat | Équipe 2                | Aller | Retour |
| ---------------------------------- | -------- | ----------------------- | ----- | ------ |
| Uganda Electricity Board           | -        | CAPS United forfait     | -     | -      |
| forfait Mlandege FC                | -        | Mebrat Hail             | -     | -      |
| APR FC                             | 1 - 3    | Al Hilal Omdurman       | 0 - 1 | 1 - 2  |
| Gor Mahia FC                       | 1 - 4    | Zamalek SC              | 1 - 0 | 0 - 4  |
| Muzinga FC                         | 1 - 4    | AS CotonTchad           | 1 - 4 | -      |
| ASFA Yennenga                      | 2 - 2e   | Jasper United           | 2 - 2 | 0 - 0  |
| Clube de Desportos Maxaquene       | 1 - 2    | DS Antananarivo         | 1 - 1 | 0 - 1  |
| Nchanga Rangers                    | -        | Gaborone United forfait | -     | -      |
| Atlético Malabo                    | 0 - 7    | Stade Bandjoun          | 0 - 6 | 0 - 1  |
| Grupo Desportivo Sagrada Esperança | 0 - 2    | DC Motema Pembe         | 0 - 1 | 0 - 1  |
| USFAS Bamako                       | 2 - 2e   | Renaissance de Settat   | 2 - 2 | 0 - 0  |
| Horoya AC                          | 3 - 2    | Real Tamale United      | 1 - 1 | 2 - 1  |
| ASC Jeanne d'Arc                   | 2e - 2   | MC Oran                 | 1 - 0 | 1 - 2  |
| Petrosport FC                      | -        | Union Sport forfait     | -     | -      |
| Étoile Filante de Lomé             | 0 - 4    | CS sfaxien              | 0 - 0 | 0 - 4  |
| Energie Sport                      | 1 - 8    | SO Armée                | 0 - 3 | 1 - 5  |

## Huitièmes de finale
| Équipe 1                 | Résultat      | Équipe 2              | Aller | Retour |
| ------------------------ | ------------- | --------------------- | ----- | ------ |
| Nchanga Rangers          | 2 - 1         | Mebrat Hail           | 2 - 1 | 0 - 0  |
| DC Motema Pembe          | 1 - 1 4-3 tab | Stade Bandjoun        | 1 - 0 | 0 - 1  |
| Zamalek SC               | 0 - 1         | Al Hilal Omdurman     | 0 - 0 | 0 - 1  |
| Jasper United            | 2 - 3         | AS CotonTchad         | 2 - 2 | 0 - 1  |
| Uganda Electricity Board | 3 - 3e        | DS Antananarivo       | 3 - 2 | 0 - 1  |
| Horoya AC                | 2 - 4         | Renaissance de Settat | 1 - 1 | 1 - 3  |
| Petrosport FC            | 0 - 4         | ASC Jeanne d'Arc      | 0 - 2 | 0 - 2  |
| SO Armée                 | 1 - 3         | CS sfaxien            | 0 - 0 | 1 - 3  |

## Quarts de finale
| Équipe 1          | Résultat | Équipe 2              | Aller | Retour |
| ----------------- | -------- | --------------------- | ----- | ------ |
| Nchanga Rangers   | 6 - 1    | AS CotonTchad         | 4 - 0 | 2 - 1  |
| DS Antananarivo   | 1 - 2    | CS Sfaxien            | 1 - 0 | 0 - 2  |
| Al Hilal Omdurman | 2 - 4    | DC Motema Pembe       | 2 - 2 | 0 - 2  |
| ASC Jeanne d'Arc  | 2 - 0    | Renaissance de Settat | 2 - 0 | 0 - 0  |

## Demi-finales
| Équipe 1         | Résultat      | Équipe 2        | Aller | Retour |
| ---------------- | ------------- | --------------- | ----- | ------ |
| DC Motema Pembe  | 1 - 7         | CS sfaxien      | 1 - 2 | 0 - 5  |
| ASC Jeanne d'Arc | 0 - 0 3-1 tab | Nchanga Rangers | 0 - 0 | 0 - 0  |

## Finale
- Les rencontres de la finale ont lieu les 15 et 29 novembre 1998.

| Équipe 1         | Résultat | Équipe 2   | Aller | Retour |
| ---------------- | -------- | ---------- | ----- | ------ |
| ASC Jeanne d'Arc | 0 - 4    | CS sfaxien | 0 - 1 | 0 - 3  |

## Vainqueur
| Coupe de la CAF Vainqueur 1998 |
| ------------------------------ |
| CS sfaxien Premier titre       |